# Graena
Graena es una localidad española capital del municipio de Cortes y Graena, en la provincia de Granada, comunidad autónoma de Andalucía. Está situada en la parte central de la comarca de Guadix. Cerca de esta localidad se encuentran los núcleos de Los Baños, Cortes, Purullena y Marchal.

## Geografía
El núcleo se encuentra en la parte oriental del término municipal, a menos de 1 kilómetro de Los Baños y a 2'5 kilómetros de Cortes.

## Demografía
Según el Instituto Nacional de Estadística de España, en el año 2024 Graena contaba con 417 habitantes censados, lo que representa el 43,17% de la población total del municipio.

### Evolución de la población
| Gráfica de evolución demográfica de Graena entre 2000 y 2024 |
|                                                              |
| Datos según el nomenclátor publicado por el INE.             |

## Comunicaciones
Algunas distancias entre Graena y otras ciudades:
| Ciudades | Distancia (km) |
| -------- | -------------- |
| Guadix   | 9              |
| Granada  | 49             |
| Jaén     | 105            |
| Almería  | 113            |
| Murcia   | 233            |

## Servicios públicos

### Sanidad
Graena cuenta con un consultorio médico de atención primaria situado en la plaza del Olmo s/n, dependiente del Área de Gestión Sanitaria del Nordeste de Granada. El servicio de urgencias está en el centro de salud de Purullena y el área hospitalaria de referencia es el Hospital de Alta Resolución de Guadix.

### Educación
El único centro educativo que hay en la localidad es:
| Denominación genérica | Nombre del centro         | Naturaleza | Dirección         |
| --------------------- | ------------------------- | ---------- | ----------------- |
| Colegio público rural | CPR Federico García Lorca | Público    | C/ San Lorenzo, 1 |

## Cultura

### Patrimonio
La iglesia de la Anunciación es un templo mudéjar del siglo XIX. La planta es de una sola nave y presenta el coro a los pies. El exterior está hecho con ladrillo encalado con algunas bloques mampostería, siendo el tejado a dos aguas de teja árabe. La portada, construida en piedra arenisca, presenta un arco de medio punto con ménsula en la clave, flanqueado por columnas con capitel simple decorados con cenefa de ovas y friso con inscripción en su interior. El interior presenta una cubierta mudéjar.